# Muros (Italie)
Pour les articles homonymes, voir Muros.
Muros est une commune de la province de Sassari dans la Sardaigne en Italie.

## Administration
| Période                                  | Période  | Identité            | Étiquette    | Qualité |
| ---------------------------------------- | -------- | ------------------- | ------------ | ------- |
| 29 mai 2006                              | En cours | Rita Desole In Tolu | Lista Civica |         |
| Les données manquantes sont à compléter. |          |                     |              |         |

### Communes limitrophes
Cargeghe, Osilo, Ossi, Sassari